# Kasjubisk (sprog)
Kasjubisk er et vestslavisk indoeuropæisk sprog, der tales af 50.000 mennesker, primært i Pommern, vest for Gdańsk (Polen).
Det kasjubiske alfabet: aA  ąĄ  ãÃ  bB  cC  dD  eE  éÉ  ëË  fF  gG  hH  iI  jJ  kK  lL  łŁ mM  nN  ńŃ  oO  òÒ  óÓ  ôÔ  pP  rR  sS  tT  uU  ùÙ  wW  yY  zZ  żŻ

## Undervisning
I Polen findes der visse (under 100) skoler, hvor der undervises i kasjubisk. En række steder tilbyder desuden eleverne at tage deres studentereksamen på sproget.

## Fader vorpå kasjubisk
|  | Òjcze nasz, jaczi jes w niebie, niech sã swiãcy Twòje miono, niech przińdze Twòje królestwò, niech mdze Twòja wòlô jakno w niebie tak téż na zemi. Chleba najégò pòwszednégò dôj nóm dzysô i òdpùscë nóm naje winë, jak i më òdpùszcziwómë naszim winowajcóm. A nie dopùscë na nas pòkùszeniô, ale nas zbawi òde złégò. Amen |